# 堀川芳雄
堀川 芳雄 (ほりかわ よしお、1902年10月6日 - 1976年3月18日）は、日本の植物学者。蘚苔類の分類学的研究で知られる。理学博士（東京帝国大学・1934年）。元広島大学教授。

## 来歴
熊本県玉名郡出身で、熊本県立玉名中学校、広島高等師範学校、東北帝国大学を卒業した。広島高等師範学校の教授となり、1934年に東京帝国大学より理学博士の学位を取得した（学位論文は「Monographia hepaticarum australi-japonicarum (南日本産苔類植物誌)」）。
日本各地や樺太、ミクロネシアで採集研究を行い、1936年に"Studies on the Hepaticae of Japan"（「日本産苔類の研究」）を発表した。ヤクシマアミバゴケ（Hattoria yakushimensis (Horik.) R.M. Schust）など多くの新種の記載命名をおこなった。
1941年に広島文理科大学教授となり、学制改革後の1953年に広島大学教授となった。広島大学付属宮島自然植物園の設立に寄与し、学術誌「ヒコビア」を創刊した。

## 著作
- 『日本苔類の研究』
- 『厳島に自生する植物種類誌』(1942年）
- 『植物生態学』 (1951年)